# Eau industrielle
Pour un article plus général, voir Utilisation de l'eau par secteur.
L'eau industrielle désigne l'eau utilisée à des fins industrielles, par opposition à l'eau domestique et à l'eau agricole. 
Globalement, la population mondiale utilise autour de 20 % de l'eau douce à des usages industriels. Toutefois la terre comporte des contextes géographiques et climatiques variés et des situations économiques et démographiques bien distinctes, les prélèvements d’eau par usage sont par conséquent variables d’un État à l’autre. En Espagne, les usages agricoles prédominent alors qu’en Allemagne, l’essentiel des prélèvements est à destination des usages industriels. Cas assez exceptionnel, la Belgique en 1970, a prélevé 97 % de son eau - eaux de surface et eaux souterraines -  à destination de la production industrielle, soit 22,29 km3.
Près de 10 % des prélèvements d'eau mondiaux en 2014 ont été réalisés pour l'industrie à l'exclusion du secteur de l'énergie. Dans les pays industrialisés avancés, l'industrie représente 12 % des prélèvements d'eau, alors que dans de nombreux pays en développement, l'industrie représente moins de 8 %. L'eau est utilisée dans l'industrie pour le traitement, mais aussi pour la fabrication et le lavage. La production d'énergie primaire et la production d'électricité représentent d'autre-part environ 10 % du total des prélèvements d'eau mondiaux et environ 3 % de la consommation totale d'eau. Les États s'attachent de plus en plus à mieux comprendre la connexion eau-énergie et établissent des projections pour les besoins futurs en eau douce pour la production d'énergie selon différents scénarios. Le secteur de l'énergie, y compris la production d'électricité et la production d'énergie primaire, est souvent inclus dans le secteur industriel dans les analyses de l'utilisation de l'eau. Gros utilisateur et consommateur, il peut faire d'autre-part l'objet d'un comptage séparé. L'eau pour le turbinage des barrages hydroélectriques n'est jamais comptabilisée.

## Eaux de fabrication
Par ses propriétés uniques (solvant…), « l'eau est la bonne à tout faire du monde industriel. Elle est donc employée par de multiples industries pour laver, rincer, tremper, dissoudre. C’est dans des solutions aqueuses que sont réalisées beaucoup de réactions chimiques permettant notamment de blanchir, colorer, extraire, séparer, synthétiser ou coller » : l'eau est ainsi notamment utilisée dans la production d'énergie (énergie hydroélectrique, industrie nucléaire…), dans l'industrie de transformation (industrie papetière, industrie alimentaire…).
Les premières industries ont historiquement cherché à se rapprocher des sources, une manière d'obtenir une eau pure, — dans ce cas des papeteries, des fabriques de coton, de laine, ou de soie, des teintureries, des imprimeries sur étoffes, des blanchisseries, des fabriques de produits chimiques, des tanneries, etc. — et malgré les procédés balbutiant mis en œuvre pour épurer les liquides résidus de leur fabrication, elles les ont alors rejeté indistinctement à la rivière, que ces liquides contiennent ou non de l'acide chlorhydrique, de la soude, de l'arsenic et des matières organiques de toutes sortes. À cela se sont ajoutés les rejets des villes et des exploitations agricoles. Les eaux sont devenues tellement chargées dans certains bassins industriels que le dragage était une condition essentielle à la navigation à l'embouchure des fleuves. De nouvelles exigences industrielles et environnementales se sont par la suite ajoutées, qui permettent de corriger l'eau en amont et en aval des industries.

## Eaux de refroidissement

### Eau prélevée pour la production d'électricité

Diagramme de Sankey hybride de 2011, montrant les interconnexions des flux d'eau et d'énergie aux États-Unis. Par jour, un peu moins d'un milliard de m d'eau douce sont engloutis par les centrales pour leur refroidissement et restitués quasi-intégralement; plus de 208 millions de m sont engloutis sous forme d'eau de mer et restitués. L'industrie utilise d'autre part 25 milliards d'US gallons par jour, provenant des eaux de surface, souterraines et du réseau de distribution d'eau public

La production d'électricité est une grande utilisatrice d'eau, principalement pour le refroidissement des centrales électriques. L'eau prélevée est dans ce cas directement rejetée dans l'environnement après usage dans le refroidissement des centrales thermiques, quoiqu'à une température légèrement supérieure, et à qualité inférieure. Elle est alors disponible pour réutilisation dans le même bassin versant.
Les prélèvement d'eau douce aux États-Unis, à destination du refroidissement tournent autour de 39,2 % des prélèvements totaux en eau douce du pays (OCDE 2012.). En France ils sont de 59,3 % (Les chiffres du Ministère de la Transition écologique et solidaire pour 2013 donnent 17 milliards de m3 en eau douce de surface, soit 51 %), en Belgique de 57 %, en Allemagne de 65,3 %, au Royaume-Uni de 21,2 %. 
La Suède ne prélève que 3,6 % d'eau douce pour le refroidissement de ses centrales, étant principalement refroidies à l'eau de mer dessalée pour éviter tout risque d'accident.
En France les prélèvements se font en quasi-totalité dans les eaux de surface. Une grande partie du volume prélevé n’est pas consommée mais rejetée à température plus élevée dans le même milieu après usage. Les centrales en circuit ouvert prélèvent plus d’eau que celles en circuit fermé, mais leur taux de restitution - respectivement 97,5 % et 62,5 % - au cours d’eau est plus élevé. Les prélèvements en eau pour le refroidissement des centrales électriques se sont développés dès les années 1960 avec celui de la production d’électricité issue de centrales thermiques à combustibles fossiles. Ils se sont accrus au cours de la décennie 1980 avec la montée en puissance du parc de centrales nucléaires. Au début des années 1990, ils se stabilisent avec la mise en service de centrales équipées de circuits de refroidissement fermés.

## Traitement des eaux

### Traitement des eaux de fabrication
La purification de l'eau consiste à éliminer les produits chimiques indésirables, les contaminants biologiques, les solides en suspension et les gaz de l'eau. L'objectif est de produire de l'eau adaptée à un objectif spécifique. La plupart de l'eau est désinfectée pour la consommation humaine (eau potable), mais la purification de l'eau est ici conçue à d'autres fins, notamment pour répondre aux exigences des applications médicales, pharmacologiques, chimiques et industrielles. Les méthodes utilisées comprennent des processus physiques tels que la filtration, la sédimentation et la distillation; les processus biologiques tels que les filtres à sable lents ou le charbon biologiquement actif; procédés chimiques tels que la floculation et la chloration et l'utilisation de rayonnements électromagnétiques tels que les rayons ultraviolets. La purification de l'eau peut réduire la concentration de particules, notamment les particules en suspension, les parasites, les bactéries, les algues, les virus et les champignons, tout en réduisant la concentration de diverses matières dissoutes et particulaires.
- Une eau purifiée est une eau issue d'un traitement physique destiné à supprimer les impuretés. L'eau distillée et l'eau déminéralisée (aussi appelée déionisée), souvent utilisées en laboratoire et dans l'industrie, sont des exemples bien connus.

### Traitement des eaux d'alimentation de chaudière
- Le traitement de l'eau d'alimentation de chaudière est extrêmement critique, car de nombreux problèmes peuvent résulter de l'utilisation d'eau non traitée dans des environnements de pression et de température extrêmes qui peuvent résulter en une efficacité moindre en termes de transfert de chaleur, de surchauffe, de dommages et de coûts élevés de nettoyage.

### Traitement des eaux de refroidissement
- L'eau de refroidissement des centrales thermiques, est souvent un eau douce de surface filtrée et traitée contre le tartre ou une eau de mer.

## Eaux usées industrielles

### Eaux usées
Les eaux usées industrielles sont un sous-produit des activités industrielles, que ce soit dans l'agroalimentaire, les textiles, le papier, la métallurgie ou l'industrie chimiques (, etc.), l'eau, indispensable pour presque toutes les étapes de la production, se charge de substances et matières diverses, qui en conformité avec les lois sur la protection de l'environnement sont traitées. Cela concerne les matières organiques, substances inorganiques (sodium, potassium, calcium, magnésium, cuivre, plomb, nickel, zinc, etc.), agents pathogènes et nutriments (azote, phosphore, etc.), etc. Les eaux usées traitées peuvent ensuite être évacuées vers les eaux de surface, appliquées à la terre, ou même réutilisées dans les opérations de l'usine. L'option consistant à évacuer les eaux usées non traitées vers la station d'épuration municipale locale entraîne des coûts considérables. L'autre option, souvent plus favorable, consiste à traiter les eaux usées à l'usine même avec la technologie de traitement des eaux usées la plus appropriée.

### Eau produite
L’eau produite est un terme utilisé dans l’industrie pétrolière pour décrire une eau sous-produit de l'extraction du pétrole ou du gaz. Les réservoirs de pétrole et de gaz comportent souvent de l’eau et des hydrocarbures, parfois dans une zone située sous les hydrocarbures et parfois dans la même zone que le pétrole et le gaz. L'eau produite incorpore également l'eau injectée, une eau de différentes provenances qui doit être purifiée et qui injectée dans le puits permet de forcer le pétrole dans le puits d'extraction.

### Eaux de ruissellement industrielles
Les eaux de ruissellement industrielles sont une catégorie d'eaux de ruissellement provenant des précipitations (pluie ou neige) qui arrivent sur des sites industriels (par exemple, des installations de fabrication, des mines ou des aéroports). Ces eaux de ruissellement sont souvent polluées par des matériaux manipulés ou stockés sur les sites. Les installations sont soumises à des réglementations visant à contrôler les rejets.

## Consommation d'eau industrielle par type de produit
L’industrie utilise de grosses quantités d’eau. Mais toute l’eau utilisée par l’industrie n’est pas forcément consommée.
Les centrales hydroélectriques par exemple ne prélèvent pas d’eau au milieu, ni a fortiori n’en consomment. L’industrie nucléaire, quant à elle, prélève l’eau en masse pour le refroidissement, mais la totalité de cette eau est ensuite rendue à la nature.
Les industries les plus gourmandes en eau sont les industries de transformation. En France, les quatre secteurs d’activité que sont la chimie de base et de production de fils/fibres synthétiques, l’industrie du papier et du carton, la métallurgie, et la parachimie et l’industrie pharmaceutique, totalisent à eux seuls les deux tiers de toutes les consommations industrielles.
La consommation d’eau industrielle est très variable d’un pays à l’autre car elle dépend beaucoup du niveau de développement de chaque nation.
Quantité moyenne d’eau, exprimée en litres, nécessaire à la fabrication d’un kilogramme de produit industriel (bière et alcool) :
| Type de produit | Quantité moyenne d'eau (litre / kg) |
| --------------- | ----------------------------------- |
| Bière           | 25                                  |
| Alcool          | 100                                 |

Quantité moyenne d’eau, exprimée en litres, nécessaire à la fabrication d’un kilogramme de produit industriela (autres produits) :
| Type de produit   | Quantité moyenne d'eau (litre / kg) |
| ----------------- | ----------------------------------- |
| Rayonne           | de 400 à 11 000                     |
| Acier             | de 300 à 600                        |
| Papier            | environ 500                         |
| Sucre             | de 300 à 400                        |
| Carton            | de 60 à 400                         |
| Ciment            | environ 35                          |
| Savon             | de 1 à 35                           |
| Matière plastique | de 1 à 2                            |

## En France
Les prélèvements à usage industriel se retrouvent essentiellement dans les grandes régions industrielles et celles à activités industrielles consommatrices d’eau (agro-alimentaire, industrie papetière, chimie, pétrochimie, etc.) : Rhône-Alpes, Alsace, Haute-Normandie, Lorraine, Aquitaine, Nord-Pas-de-Calais et Île-de-France.